# Dance, Fools, Dance
Dance, Fools, Dance is een Amerikaanse misdaadfilm uit 1931 onder regie van Harry Beaumont. Destijds werd de film in Nederland uitgebracht onder de titel Op dwaalwegen.

## Verhaal
Stanley Jordan raakt zijn geld kwijt tijdens de krach van 1929. Zijn zoon Rodney moet zich noodgedwongen bezighouden met illegale drankhandel. Wanneer een journalist daarachter komt, wordt hij vermoord. De dochter van Stanley vindt werk als zangeres in een club. 

## Rolverdeling
| Acteur           | Personage      |
| ---------------- | -------------- |
| Joan Crawford    | Bonnie Jordan  |
| Lester Vail      | Bob Townsend   |
| Cliff Edwards    | Bert Scranton  |
| William Bakewell | Rodney Jordan  |
| William Holden   | Stanley Jordan |
| Clark Gable      | Jake Luva      |
| Earle Foxe       | Wally Baxter   |
| Purnell Pratt    | Parker         |
| Hale Hamilton    | Mijnheer Selby |
| Natalie Moorhead | Della          |
| Joan Marsh       | Sylvia         |
| Russell Hopton   | Whitey         |